# Jasper Fforde
Pour les articles homonymes, voir Jasper et Fforde.
Œuvres principales
- Série Thursday Next
- Série La Tyrannie de l'arc-en-ciel
- Série Jennifer Strange

Jasper Fforde, né le 11 janvier 1961 à Londres, est un écrivain britannique.

## Biographie
Il a travaillé vingt ans dans l'industrie cinématographique en tant que « responsable de la mise au point » (de la caméra) sur des films tels que Haute Voltige et GoldenEye, avant d'abandonner ce métier afin d'avoir plus de temps pour jouer avec les mots. Il vit au pays de Galles où il pratique l'aviation et la photographie.
Les romans de Jasper Fforde sont publiés au Royaume-Uni et aux États-Unis par Penguin Books. En France, ils sont édités par Fleuve noir, puis en poche par 10/18.
Son premier roman, L'Affaire Jane Eyre, a essuyé 76 refus d'éditeurs avant d'être finalement accepté et publié par Penguin. Le livre a connu, dès sa sortie, un grand succès. L'auteur y raconte l'histoire d'une héroïne nommée Thursday Next qui travaille à la section de la brigade littéraire. Son rôle est d'empêcher les méfaits dont les cibles sont les livres, ou d'enquêter sur eux. Un métier bien tranquille, voire ennuyeux, jusqu'à ce jour où un terrible meurtrier kidnappe Jane Eyre, l'héroïne de son roman fétiche. 
Fort de ce premier succès, Jasper Fforde a poursuivi les aventures de Thursday Next dans plusieurs romans. Ces aventures prennent place dans un monde loufoque, une uchronie où la littérature est très prisée (entre autres), appartient en partie au genre du roman policier, mais on peut également les classer dans le genre light fantasy dans la mesure où l'humour en est l'ingrédient dominant.
Paru en 2003, Délivrez-moi ! (Lost in a Good Book), deuxième titre de la série Thursday Next, remporte le prix Dilys 2004.

## Œuvres

### SérieThursday Next
1. L'Affaire Jane Eyre, Fleuve noir, 2004 ((en) The Eyre Affair, 2001)Réédition, 10/18, coll. « Domaine étranger » no 3784, 2005 (ISBN 2-264-04207-9)
2. Délivrez-moi !, Fleuve noir, 2005 ((en) Lost in a Good Book, 2002)Réédition, 10/18, coll. « Domaine étranger » no 3918, 2006 (ISBN 2-264-04390-3)
3. Le Puits des histoires perdues, Fleuve noir, 2006 ((en) The Well of Lost Plots, 2003)Réédition, 10/18, coll. « Domaine étranger » no 4057, 2007 (ISBN 978-2-264-04536-2)
4. Sauvez Hamlet !, Fleuve noir, 2007 ((en) Something Rotten, 2004)Réédition, 10/18, coll. « Domaine étranger » no 4175, 2008 (ISBN 978-2-264-04862-2)
5. Le Début de la fin, Fleuve noir, 2008 ((en) First Among Sequels, 2007)Réédition, 10/18, coll. « Domaine étranger » no 4250, 2009 (ISBN 978-2-264-04993-3)
6. Le Mystère du hareng saur, Fleuve noir, 2013 ((en) One of Our Thursdays Is Missing, 2011)Réédition, 10/18 no 4979, 2015 (ISBN 978-2-264-06090-7)
7. Petit enfer dans la bibliothèque, Fleuve, 2014 ((en) The Woman Who Died a Lot, 2012)

- (en) The Locked Room Mystery Mystery, 2017Nouvelle publiée dans l'édition du journal The Guardian du 24 décembre 2017

### SérieNursery Crime Division
1. (en) The Big Over Easy, 2005
2. (en) The Fourth Bear, 2006

### SérieLa Tyrannie de l'arc-en-ciel
1. La Route de Haut-Safran, Fleuve noir, 2011 ((en) Shades of Grey: The Road to High Saffron, 2009)Réédition, 10/18 no 4608, 2012 (ISBN 978-2-264-05946-8)
2. (en) Red Side Story, 2024

### SérieJennifer Strange
1. Moi, Jennifer Strange, dernière tueuse de dragons, Fleuve noir, 2011 ((en) The Last Dragonslayer, 2010)
2. Jennifer Strange, dresseuse de Quarkons, Fleuve noir, 2012 ((en) The Song of the Quarkbeast, 2011)
3. (en) The Eye of Zoltar, 2014
4. (en) The Great Troll War, 2021

### Romans indépendants
- (en) Early Riser, 2018
- (en) The constant Rabbit, 2020